# Macrodorcas acudentata
Macrodorcas acudentata is een keversoort uit de familie vliegende herten (Lucanidae). De wetenschappelijke naam van de soort is voor het eerst geldig gepubliceerd in 1979 door Bomans.